# Nadira Banu
Nadira Banu Begum (morta el 6 de juny de 1659) fou una princesa mogola i consort del Príncep Imperial Dara Shikoh, hereu del cinquè emperador mogol Xa Jahan.

## Biografia
La princesa (Shahzadi) Nadira va néixer en el si de la dinastia Timur, sent la filla del sultà Parvez Mirza (segon fill de l'emperador Jahangir) i de la seva esposa Iffat Jahan Begum. Els avis paterns de la princesa van ser l'emperador Jahangir i la seva segona esposa Sahib-i-Jamal, mentre que la seva mare, Iffat Jahan Banu Begum, també fou una princesa mogola per ser la filla del Sultà Murad Mirza (segon fill de l'emperadorAkbar i de la seva esposa Salima Sultan Begum). Nadira fou, d'aquesta manera, una princesa mogola d'un llinatge molt pur, en ser una princesa timúrida tant per part paterna com per part materna.
L'oncle patern de Nadira va ser l'emperador Xa Jahan, qui més tard també va esdevenir el seu sogre. Ella fou considerada com una de les dones més belles i més intel·ligents de la seva època. El seu futur marit es va informar sobre ella i es va mostrar molt animat per desposar-la, la parella imperial van tenir una bona relació durant tota la turbulenta vida de Dara Shikoh.

## Matrimoni
Els esponsals van ser pactats per la mare de Dara (Mumtaz Mahal), quan els dos joves encara eren adolescents. Quan l'emperadriu va morir durant el part de la seva darrera filla, Gauharara Begum, els preparatius de les noces es van detenir i l'Imperi Mogol es va sumir en el dol, mentra Xa Jahan es consumia de dolor. Després que l'emperador fos convençut per la seva filla, Jahanara Begum, aquest va intentar reprendre la seva vida i li va deixar supervisar els preparatius del casament.
La princesa es va casar amb el seu cosí-germà, el príncep Dara Shukoh, l'1 de febrer de l'any 1633 a Agra, en mig de grans cerimònies, molta pompa i molta grandesa. La cerimònia "Nikah", va tenir lloc després de la mitjanit. El matrimoni va ser molt encertat, ja que Nadira i Dara estaven fets l'un per l'altre, i l'amor que Dara professava cap a la seva esposa va ser molt més fidel que el que Xa Jahan havia professat a Mumtaz Mahal perquè, a diferència del seu pare, ell només va tenir una esposa.

Nadira és descrita a les cròniques mogoles com una dona no menys bella que la seva sogra (Mumtaz Mahal) i, tal vegada, amb la mateixa valentia i lleialtat. Va donar a llum a vuit fills, però només tres d'ells van sobreviure.
Nadira i Jahanara van tenir molt bona relació, es creu que això es va deure a la intervenció de Jahanara en la planificació de les seves noces, i al fet que la princesa i Dara s'enamoressin. Jahanara havia decidit donar suport al seu germà en qualsevol cosa, ja que era el germà més estimat per ella. 
Les declaracions externes de l'afecte que Jahanara sentia pel seu germà major sens dubte van enfortir la relació entre ella i la princesa Nadira i, quan va morir, va deixar tota la seva fortuna a una de les filles de Nadira.

### Descendència
Nadira i el seu espòs van tenir vuit fills, quatre nenes i quatre nens:
- Una filla (29 de gener de 1634 -?). Morta en la infància.
- Shahzada Sultan Sulaiman Shikoh (1635 - 1662). Casat amb la filla de Khwaja 'Abdu'l-Rahman ibn 'Abdu'l-Aziz Naqshabandi. Va tenir descendència.
- Shahzada Mir Shah (4 de juliol de 1638 -?). Va morir en la infància.
- Shahzadi Pak-Ni'had Banu Begum (5 de setembre de 1641). No va arribar a l'edat adulta.
- Shahzada Mumtaz Shikoh (16 d'agost de 1643). Mort en la infància.
- Shahzada Sultan Muhammad Siphir Shikoh (1644 - 1708). Es va casar amb la seva cosina, la princesa Zubdat-un-Nissa, filla de l'emperador Aurangzeb. Va tenir descendència.
- Shahzadi Jahanzeb Banu Begum (? - 1705). Es va casar amb el príncep Azam Shah, fill de l'emperador Aurangzeb. Va tenir descendència.
- Sahzadi Amal-un-Nissa Begum.

## Mort
Nadira va morir el 6 de juny de 1659, de disenteria, mentre es trobava amb el seu marit i família al Balutxistan. Havia estat una esposa fidel i dedicada al seu marit i família, va acompayar a Dara durant totes les seves penúries i va compartir amb ell totes les seves aventures. La seva mort va ser tan dolorosa per Dara que va deixar d'importar-li el seu propi destí, segellant així la seva pròpia sentència de mort.

L'últim desig de la princesa Nadira fou ser sebollida a l'Índia i, sense tenir en compte les conseqüències de la seva petició, Dara va enviar el cadàver de la seva difunta esposa a Lahore juntament amb un seguici de soldats per a enterrar-la allà. La tomba de la princesa es va construir al costat del sepulcre de Mian Mir (qui havia estat el mestre espiritual de Dara Shukoh) a Lahore, Pakistan.